# Gustavo Oscar Benítez
Gustavo Oscar Benítez (Pergamino, Argentina, 7 de marzo de 1986) es un exfutbolista y entrenador argentino que jugaba como defensa. Actualmente dirige interinamente al Deportivo Riestra de la Primera División de Argentina.

## Carrera

### Como jugador
Benítez comenzó su carrera senior con Douglas Haig a la edad de dieciséis años, apareciendo en el Torneo Argentino A. En las temporadas 2004 y 2006 estuvo jugando para Sportivo Las Heras y Colegiales aunque regresó al equipo de Pergamino.
En 2007 fichó por Sarmiento de la Primera B Nacional, sin embargo dejaría el club un año después  para fichar por el Juventud Pergamino donde le siguieron 27 participaciones en la tercera división. A finales de la temporada 2008-09 se reincorporó a Sarmiento y marcó su primer gol con el club en marzo de 2010 frente a Tristán Suárez, en aquel club ganó el título 2011-12.
El 3 de julio de 2013 fue cedido al Almirante Brown de Primera B Nacional.Su debut llegó el 13 de agosto ante Villa San Carlos, al que precedieron otras ocho apariciones. En junio de 2014 acordó su fichaje por Estudiantes, permaneció en el equipo durante las campañas 2014 y 2015, participó en cuarenta y dos jornadas ligueras y anotó goles ante Fénix y Tristán Suárez.  
En enero de 2016, fichó para el Deportivo Riestra. En su tercera temporada en el club, obtuvo el ascenso a la B Nacional.Sin embargo, fueron relegados en 2017-18; una campaña que acabó con dos tarjetas rojas.En mayo del 2019, logró un nuevo ascenso a la segunda categoría del fútbol argentino y cuatro años más tarde formó parte del equipo que ascendió a la Primera División.En diciembre del 2024, anunció su retiro del fútbol profesional.

### Como entrenador
Luego de su retiro como futbolista, Benítez se desempeñó como "team mánager" de Deportivo Riestra.El 18 de febrero de 2025, asumió al frente del primer equipo en reemplazo de Cristian Fabbiani.

## Estadísticas

### Como jugador
| Club                                                                             | Div.                | Temporada           | Liga  | Liga  | Copas nacionales (1) | Copas nacionales (1) | Copas internacionales | Copas internacionales | Total | Total |
| Club                                                                             | Div.                | Temporada           | Part. | Goles | Part.                | Goles                | Part.                 | Goles                 | Part. | Goles |
| -------------------------------------------------------------------------------- | ------------------- | ------------------- | ----- | ----- | -------------------- | -------------------- | --------------------- | --------------------- | ----- | ----- |
| Douglas Haig Argentina                                                           | 3.ª                 | 2002-03             | 48    | 2     | —                    | —                    | —                     | —                     | 48    | 2     |
| Douglas Haig Argentina                                                           | 3.ª                 | 2004-05             | 48    | 2     | —                    | —                    | —                     | —                     | 48    | 2     |
| Douglas Haig Argentina                                                           | 3.ª                 | 2006-07             | 48    | 2     | —                    | —                    | —                     | —                     | 48    | 2     |
| Douglas Haig Argentina                                                           | Total               | Total               | 48    | 2     | 0                    | 0                    | 0                     | 0                     | 48    | 2     |
| Sportivo Las Heras Argentina                                                     | 4.ª                 | 2003-04             | 0     | 0     | —                    | —                    | —                     | —                     | 0     | 0     |
| Sportivo Las Heras Argentina                                                     | Total               | Total               | 3     | 0     | 0                    | 0                    | 0                     | 0                     | 3     | 0     |
| Colegiales (Concordia) Argentina                                                 | 6.ª                 | 2006                | 0     | 0     | —                    | —                    | —                     | —                     | 0     | 0     |
| Colegiales (Concordia) Argentina                                                 | 5.ª                 | 2006                | 0     | 0     | —                    | —                    | —                     | —                     | 0     | 0     |
| Colegiales (Concordia) Argentina                                                 | Total               | Total               | 0     | 0     | 0                    | 0                    | 0                     | 0                     | 0     | 0     |
| Sarmiento Argentina                                                              | 3.ª                 | 2006-07             | 69    | 3     | —                    | —                    | —                     | —                     | 71    | 3     |
| Sarmiento Argentina                                                              | 3.ª                 | 2009-10             | 69    | 3     | —                    | —                    | —                     | —                     | 71    | 3     |
| Sarmiento Argentina                                                              | 3.ª                 | 2010-11             | 69    | 3     | —                    | —                    | —                     | —                     | 71    | 3     |
| Sarmiento Argentina                                                              | 3.ª                 | 2011-12             | 69    | 3     | 2                    | 0                    | 0                     | 0                     | 71    | 3     |
| Sarmiento Argentina                                                              | 2.ª                 | 2012-13             | 1     | 0     | 1                    | 0                    | 0                     | 0                     | 2     | 0     |
| Sarmiento Argentina                                                              | Total               | Total               | 70    | 3     | 3                    | 0                    | 0                     | 0                     | 73    | 3     |
| Juventud (Pergamino) Argentina                                                   | 3.ª                 | 2008-09             | 27    | 0     | —                    | —                    | —                     | —                     | 27    | 0     |
| Juventud (Pergamino) Argentina                                                   | Total               | Total               | 27    | 0     | 0                    | 0                    | 0                     | 0                     | 27    | 0     |
| Almirante Brown Argentina                                                        | 2.ª                 | 2013-14             | 8     | 0     | 1                    | 0                    | —                     | —                     | 9     | 0     |
| Almirante Brown Argentina                                                        | Total               | Total               | 8     | 0     | 1                    | 0                    | 0                     | 0                     | 9     | 0     |
| Estudiantes (Buenos Aires) Argentina                                             | 3.ª                 | 2014                | 7     | 1     | 1                    | 0                    | —                     | —                     | 8     | 1     |
| Estudiantes (Buenos Aires) Argentina                                             | 3.ª                 | 2015                | 35    | 1     | 2                    | 1                    | —                     | —                     | 37    | 2     |
| Estudiantes (Buenos Aires) Argentina                                             | Total               | Total               | 42    | 2     | 3                    | 1                    | 0                     | 0                     | 45    | 3     |
| Deportivo Riestra Argentina                                                      | 3.ª                 | 2016                | 17    | 1     | —                    | —                    | —                     | —                     | 17    | 1     |
| Deportivo Riestra Argentina                                                      | 3.ª                 | 2016-17             | 35    | 3     | 2                    | 0                    | —                     | —                     | 37    | 3     |
| Deportivo Riestra Argentina                                                      | 2.ª                 | 2017-18             | 21    | 1     | —                    | —                    | —                     | —                     | 21    | 1     |
| Deportivo Riestra Argentina                                                      | 3.ª                 | 2018-19             | 34    | 0     | 0                    | 0                    | —                     | —                     | 34    | 0     |
| Deportivo Riestra Argentina                                                      | 2.ª                 | 2019-20             | 7     | 0     | 0                    | 0                    | —                     | —                     | 7     | 0     |
| Deportivo Riestra Argentina                                                      | 2.ª                 | 2020                | 3     | 0     | —                    | —                    | —                     | —                     | 3     | 0     |
| Deportivo Riestra Argentina                                                      | 2.ª                 | 2021                | 17    | 0     | —                    | —                    | —                     | —                     | 17    | 0     |
| Deportivo Riestra Argentina                                                      | 2.ª                 | 2022                | 20    | 0     | —                    | —                    | —                     | —                     | 20    | 0     |
| Deportivo Riestra Argentina                                                      | 2.ª                 | 2023                | 2     | 0     | 1                    | 0                    | —                     | —                     | 3     | 0     |
| Deportivo Riestra Argentina                                                      | 1.ª                 | 2024                | 1     | 0     | 1                    | 0                    | —                     | —                     | 2     | 0     |
| Deportivo Riestra Argentina                                                      | Total               | Total               | 157   | 5     | 4                    | 0                    | 0                     | 0                     | 161   | 5     |
| Total en su carrera                                                              | Total en su carrera | Total en su carrera | 354   | 12    | 11                   | 1                    | 0                     | 0                     | 365   | 13    |
| (1) Copas nacionales incluye la Copa Argentina y la Copa de la Liga Profesional. |                     |                     |       |       |                      |                      |                       |                       |       |       |

### Como entrenador
| Club              | País      | Año           | PJ | PG | PE | PP | GF | GC | DG | Rendimiento |
| ----------------- | --------- | ------------- | -- | -- | -- | -- | -- | -- | -- | ----------- |
| Deportivo Riestra | Argentina | 2025-presente | 19 | 5  | 9  | 5  | 17 | 19 | -2 | 42.11%      |
| Total             | Total     | Total         | 19 | 5  | 9  | 5  | 17 | 19 | -2 | 42.11%      |

## Palmarés

### Como jugador

#### Campeonatos nacionales
| Título                  | Club               | País      | Año     |
| ----------------------- | ------------------ | --------- | ------- |
| Primera B Metropolitana | Sarmiento de Junín | Argentina | 2011-12 |

#### Otros logros
| Logro                                           | Club              | País      | Año     |
| ----------------------------------------------- | ----------------- | --------- | ------- |
| Subcampeón de Primera B                         | Deportivo Riestra | Argentina | 2016-17 |
| Ganador del Torneo Reducido de Primera B        | Deportivo Riestra | Argentina | 2016-17 |
| Ganador del Torneo Reducido de Primera Nacional | Deportivo Riestra | Argentina | 2023    |